# John Michael Higgins
John Michael Higgins (Boston, 12 de fevereiro de 1963) é um ator e comediante estadunidense, conhecido por participar da serie da HBO The Late Shift e também por Kath & Kim.

## Vida pessoal
Ele é casado com a atriz Margaret Welsh. Ele tem uma filha, Maisie, nascida em 3 de agosto de 2003 e um filho; Walter, nascido em 29 agosto de 2006.

## Filmografia
- Test Track (attraction, Epcot)
- Miami Vice
- Vampire's Kiss
- Mathnet
- The Late Shift
- Cybill
- Seinfeld
- G.I. Jane
- Party of Five
- Wag the Dog
- From the Earth to the Moon (1998)
- Guys Like Us
- Honey, I Shrunk the Kids: The TV Show
- Brother's Keeper
- Mad About You
- Bicentennial Man
- Get Real
- Movie Stars
- Seven Days to Live
- Best in Show
- Gideon's Crossing
- Bette
- Frasier
- The Man Who Wasn't There
- Ally McBeal
- Teddy Bears' Picnic (filme)
- Monte Walsh
- A Mighty Wind
- Harvey Birdman, Attorney at Law
- George Lopez (TV series)
- Game Over
- Monk
- Jiminy Glick in Lalawood
- Boston Legal
- Halo 2
- After the Sunset
- Blade: Trinity
- English as a Second Language
- Joey
- The Suite Life on Deck
- The Suite Life of Zack & Cody
- Fun with Dick and Jane (2005)
- Arrested Development
- So NoTORIous
- The Break-Up (2006)
- For Your Consideration (2006)
- Evan Almighty (2007)
- Fred Claus (2007)
- Walk Hard: The Dewey Cox Story (2007)
- Kath & Kim (2008)
- Yes Man (2008)
- Still Waiting... (2009)
- The Ugly Truth (2009)
- Fired Up (2009)
- Couples Retreat (2009)
- We Bought a Zoo (2011)
- Pitch Perfect (2012)
- Pitch Perfect 2 (2015)